# Формула Карно

Теорема Карно

Фо́рмула Карно́, називається на честь Лазаря Карно. Нижче наведено її формулювання. Нехай ABC вписаний в коло трикутник, тоді сума відстаней від центра описаного кола D до сторін трикутника ABC дорівнює:
{\displaystyle DF+DG+DH=R+r\,\!}
де r — радіус вписаного кола, а R — радіус описаного кола. Тут знак відстаней береться негативним тоді і тільки тоді, якщо відрізок DX (X = F, G, H) лежить повністю за межами трикутника. На даному рисунку DF — зі знаком мінус, а DG і DH — зі знаком плюс.